# Edward Dierkes
Edward B. Dierkes (Saint Louis, Missouri, 14 de març de 1886 - Kirkwood, Missouri, 21 de novembre de 1955) va ser un futbolista estatunidenc que va competir a primers del segle xx. El 1904 va prendre part en els Jocs Olímpics de Saint Louis, on guanyà la medalla de bronze en la competició de futbol com a membre del St. Rose Parish.